# Nativity 3: Dude, Where's My Donkey?
Nativity 3: Dude, Where's My Donkey? es la tercera película de la serie de películas de Nativity por Debbie Isitt. Es protagonizada  Martin Clunes, Marc Wootton, Catherine Tate con Celia Imrie y Jason Watkins. Una vez más, Entertainment One es el distribuidor de Nativity 3.

## Elenco
- Martin Clunes como Jeremy Shepherd.
- Marc Wootton como Desmond Poppy.
- Catherine Tate como Sophie O'Donnell.
- Celia Imrie como Clara Keen.
- Jason Watkins como Gordon Shakespeare.
- Stewart Wright como Tío Henry.
- Adam Garcia como Bradley Finch.

## Recepción
La película tuvo críticas negativas. Rotten Tomatoes le dio un puntaje de 10% basado en 20 críticas.